# نظام أتواتر
نظام أتواتر بالانجليزيه (Atwater system)، نسبة إلى ويلبر أولين أتواتر، أو مشتق من استخدام هذا النظام في حساب الطاقة المتوافرة في الطعام. تطور النظام كثيرا من خلال الدراسات التجريبية ل أتواتر وزملائه في الجزء الأخير من القرن التاسع عشر والسنوات الأولى من القرن العشرين في جامعة ويلسيان في ميدلتاون، كونيتيكت وكان استخدامها في كثير من الأحيان سبب الخلاف، ولكن لا توجد بدائل أخرى مقترحة. كما هو الحال في حساب البروتين في النيتروجين الكلي، نظام أتواتر هو اتفاقية وقيودها موضوعه وفقا لاشتقاقها.